# Markus Nüssli
Markus Nüssli (ur. 9 lipca 1971) – szwajcarski bobsleista. Srebrny medalista olimpijski z Nagano.
Zawody w 1998 były jego jedynymi igrzyskami olimpijskimi. Po medal sięgnął w czwórkach. Załogę boba stanowili również Marcel Rohner, Markus Wasser i Beat Seitz. Był wicemistrzem globu w czwórkach w 1999.